# Vĩnh An, Sơn Động
Vĩnh An là một xã thuộc huyện Sơn Động, tỉnh Bắc Giang, Việt Nam.
Tên của xã được ghép từ tên của hai xã cũ là Vĩnh Khương và An Lập.

## Địa lý
Xã Vĩnh An nằm ở phía bắc huyện Sơn Động, có vị trí địa lý:
- Phía đông giáp xã Lệ Viễn và xã Vân Sơn
- Phía tây giáp thị trấn An Châu và các xã An Bá, Giáo Liêm
- Phía nam giáp thị trấn An Châu và xã An Lạc
- Phía bắc giáp xã Phúc Sơn.

Xã Vĩnh An có diện tích 28,93 km², dân số năm 2018 là 7.576 người, mật độ dân số đạt 262 người/km².

## Lịch sử
Địa bàn xã Vĩnh An hiện nay trước đây vốn là hai xã Vĩnh Khương và An Lập thuộc huyện Sơn Động.
Ngày 21 tháng 8 năm 1958, Bộ Nội vụ ban hành Nghị định 254-NV. Theo đó, chia xã Vĩnh Khương thành hai xã Vĩnh Khương và Phú Cường (xã Phú Cường sau đổi tên thành xã Vân Sơn).
Ngày 11 tháng 12 năm 1991, Ban Tổ chức Chính phủ ban hành Quyết định 642-TCCP. Theo đó, điều chỉnh 103 ha diện tích tự nhiên và 1.982 người của xã An Lập để thành lập thị trấn An Châu.
Sau khi điều chỉnh địa giới hành chính, xã An Lập còn lại 1.172 ha diện tích tự nhiên và 3.653 người.
Trước khi sáp nhập, xã An Lập có diện tích 12,38 km², dân số là 5.508 người, mật độ dân số đạt 445 người/km². Xã Vĩnh Khương có diện tích 16,55 km², dân số là 2.068 người, mật độ dân số đạt 125 người/km².
Ngày 21 tháng 11 năm 2019, Ủy ban Thường vụ Quốc hội ban hành Nghị quyết số 813/NQ-UBTVQH14 về việc sắp xếp các đơn vị hành chính cấp xã thuộc tỉnh Bắc Giang (nghị quyết có hiệu lực từ ngày 1 tháng 1 năm 2020). Theo đó, sáp nhập toàn bộ diện tích và dân số của hai xã Vĩnh Khương và An Lập thành xã Vĩnh An.